# Leopold Hager (Propst)
Leopold Hager CanReg (* 1. November 1898 in St. Gotthard im Mühlkreis, Oberösterreich; † 24. Februar 1972) war ein österreichischer römisch-katholischer Augustiner-Chorherr und Propst von Stift Sankt Florian.

## Ordensleben
Hager wuchs als Sohn eines Tischlers auf und besuchte das Untergymnasium des Zisterzienserstiftes Wilhering sowie das Obergymnasium in Linz. 1909 trat er in das Noviziat des Stiftes St. Florian ein, studierte ebendort an der Theologischen Hauslehranstalt und empfing nach der Profess die Priesterweihe. Nach einigen Jahren in der Seelsorge der inkorporierten Pfarren wurde Hager aufgrund seiner musikalischen Begabung zum Studium der Kirchenmusik nach Wien geschickt, um das Amt des Regens Chori im Stift zu übernehmen. Dem Personalmangel am Stiftsgymnasium und der Hauslehranstalt von St. Florian war es geschuldet, dass er sein Studium nach zwei Jahren abbrechen und den Schuldienst antreten musste. Er lehrte bis 1968 Theologie, Homiletik und Moraltheologie.
1941 bezog Hager mit Propst Vinzenz Hartl und weiteren Mitbrüdern das Übergangsquartier im Kloster Pulgarn bei Steyregg, nachdem die Gestapo 1941 das Stift beschlagnahmt und enteignet hatte. In Pulgarn wählten die Mitbrüder Hager zum Stiftsdechant, 1944 zu ihrem Propst. Obwohl sich die Renovierungsarbeiten des restituierten Stiftes aufgrund der wirtschaftlichen Not der Nachkriegszeit als äußerst brisant gestalteten, konnte Hager 1951 die Renovierung der Brucknerorgel abschließen. Über mehrere Jahre bekleidete er das Amt des Präsidenten der Internationalen Bruckner-Gesellschaft. 1968 resignierte Hager freiwillig von seinem Amt. Er starb 1972 nach längerer Krankheit und wurde in der Gruft des Stiftes bestattet. Zeitgenossen beschrieben ihn als musischen Charakter, mit einem Hang zur Astronomie. Er verfasste humorvolle Gelegenheitsgedichte und komponierte kleinere Oratorien, die im Stiftsarchiv von St. Florian aufbewahrt werden.

## Auszeichnungen
- Großes Silbernes Ehrenzeichen für Verdienste um die Republik Österreich (1963)[1]